# Musique australienne
La musique australienne est composée de deux grands courants : celle indigène, issue des peuples aborigènes, et celle exogène, issue des colons britanniques. Les peuples aborigènes d'Australie ont conservé nombre de chants ancestraux et développé des instruments très particuliers, comme le didgeridoo. Les colons britanniques des années 1700-1800 ont introduit une tradition de ballades de la musique folk qui sont adaptées aux spécificités australiennes, comme Waltzing Matilda. L'Australie a produit une grande diversité de musique populaire - dont Bee Gees, AC/DC et INXS — et elle a aussi une musique classique — on peut citer La Stupenda de Joan Sutherland. 
La musique australienne contemporaine couvre un large spectre, avec des tendances souvent parallèles à celles des États-Unis, du Royaume-Uni et d'autres pays similaires, notamment dans les genres du rock australien et de la musique country australienne. Les goûts se sont diversifiés avec l'immigration multiculturelle de l'après-guerre en Australie, tandis que la musique classique est issue d'influences européennes.
Dans les années 1990 et au début des années 2000, le genre musical le plus récent et peut-être le seul original à émerger en Australie en dehors de la musique indigène est venu de Newcastle et de Sydney sous la forme d'un genre connu sous le nom de breakcore. 

## Musique traditionnelle

### Musique aborigène

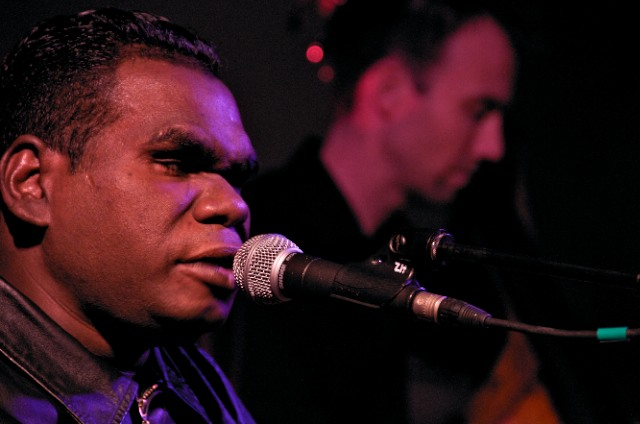
Geoffrey Gurrumul Yunupingu en 2009.

Les chansons des Aborigènes sont une partie importante de leur culture. La musique est associée au didgeridoo. Cet instrument en bois, utilisé par les clans aborigènes du nord de l'Australie, produit un bourdonnement distinctif et son usage est adopté par une grande diversité de chanteurs non aborigènes comme le groupe musical Midnight Oil. Le didgeridoo a une origine très ancienne. Instrument à vent de la famille des aérophones, il était utilisé depuis l'âge de la pierre (il y a environ 20 000 ans). Les Aborigènes conservent nombre de chants ancestraux et développé des instruments très particuliers. Le yidaki, ou didgeridoo, est considéré comme leur instrument le plus représentatif et certains avancent qu'il est le plus ancien des instruments à vent. Cependant, seuls les Aborigènes de la Terre d'Arnhem en jouaient comme les Yolngu. De plus, seuls les hommes pouvaient en jouer. 
Certains musiciens aborigènes se sont tournés vers la musique populaire occidentale, souvent avec un succès commercial considérable. Certains exemples notables sont Archie Roach, le Warumpi Band (en), NoKTuRNL (en) et Yothu Yindi.  Les chanteurs comme Christine Anu, une habitante des Îles du détroit de Torrès et Geoffrey Gurrumul Yunupingu, un Yolngu de la Terre d'Arnhem ont récemment fait connaître internationalement la musique folk-rock véritablement indigène.
Les thèmes indigènes sont le sujet de la musique populaire par des non-aborigènes aussi bien - notamment par Paul Kelly (qui a chanté de la vie de Vincent Lingiari) et Slim Dusty (un chanteur de la musique country qui était immensément populaire parmi des aborigènes). On peut également citer la compositrice Mirrie Hill, qui mène des recherches musicales inspirée des peuples autochtones d'Australie, avec notamment Three Aboriginal Dances et Arnhem Land Symphony. Le didgeridoo est également incorporé à la musique populaire australienne contemporaine, par exemple par Midnight Oil et Xavier Rudd.

### Musique folklorique et chants nationaux
Les colons britanniques des années 1700-1800 ont introduit une tradition de ballades de la musique folk qui ont été adaptées aux spécificités australiennes:  Bound for Botany Bay chante du voyage des bagnards britanniques en Australie ; The Wild Colonial Boy évoque l'esprit provoquant des bushrangers ; et Click Go the Shears raconte les expériences des haveuses. Les paroles de Waltzing Matilda, la chanson folklorique australienne la plus connue, ont été écrites par le poète Banjo Paterson en 1895. Adoptée par les soldats australiens pendant la Première Guerre mondiale, cette chanson est encore populaire et est entonnée lors de la cérémonie de clôture des Jeux olympiques de Sydney de 2000 par Slim Dusty.
Un autre des interprètes les plus connus de la musique folk australienne est Rolf Harris. And the Band Played Waltzing Matilda, (1972) par Eric Bogle évoque la sanglante bataille de Gallipoli entre les Australiens et Néo-Zélandais de l'ANZAC et l'armée ottomane pendant la Première Guerre mondiale.
L'hymne national est Advance Australia Fair. Parmi les chants le concurrençant officieusement, on peut citer Waltzing Matilda, I Still Call Australia Home par Peter Allen ou peut-être Down Under par Men at Work.

## Musique classique
Les chanteuses d'opéra Nellie Melba et Joan Sutherland — La Stupenda — sont parmi les femmes les plus célèbres dans leur répertoire. La première musicienne australien ayant acquis une renommée internationale est la soprano Dame Nellie Melba, à la fin du XIXe siècle. L'Opera Australia, compagnie d'opéra nationale, est très réputée grâce à la diva Joan Sutherland. Toutes les capitales australiennes, en particulier Melbourne et Sydney ont des orchestres symphoniques. On peut citer aussi le chef d'orchestre Charles Mackerras. Les sopranos bien connues telles que Joan Carden, Yvonne Kenny et Emma Matthews sont aussi originaires d'Australie. Deborah Cheetham (en) est une soprano célèbre aborigène.
L'Australie a une culture musicale classique, avec des orchestres symphoniques établis dans toutes les capitales d'États au début du XXe siècle, aussi bien que des compagnies d'opéra et d'autres ensembles musicaux. Toutefois, relativement peu de compositions classiques australiennes ont acquis une reconnaissance tardive.
Les instrumentistes de musique classique qui ont acquis une réputation internationale sont les pianistes Roger Woodward (en) et Leslie Howard, le guitariste John Williams, et le joueur de cor d'harmonie Barry Tuckwell. Parmi les compositeurs australiens, on peut citer : Peter Sculthorpe et Bruce Rowland.

## Musique populaire

### Musique country

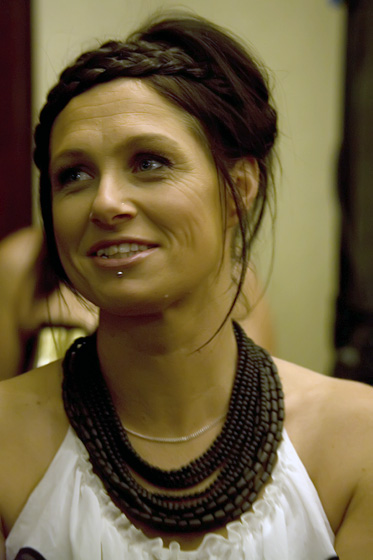
Kasey Chambers.

La musique country a toujours été populaire en Australie. Il y a une large gamme de modèles: des bluegrass et yodellings aux plus pop. Tex Morton et Smoky Dawson sontdes pionniers de la musique country en Australie, se fondant complètement avec le personnage des cow-boys. Dans les années 1940, Slim Dusty commence une carrière country qui durera cinquante ans et engendrera plus de 100 albums. En 1957, The Pub With No Beer par Slim Dusty est devenue la première chanson australienne sur les pop charts internationaux.  Slim exécute ses propres compositions comme celles de son épouse, Joy McKean, et d'autre artistes australiens et écrit des airs pour les poésies australiennes classiques d'Henry Lawson et de Banjo Paterson. Il enregistre son centième album en 2000, et devient le premier artiste musical au monde à le faire. Il a l'honneur de chanter Waltzing Matilda à la cérémonie de clôture des Jeux olympiques de Sydney avec tout le stade chantant avec lui.
Aux États-Unis, on trouve des artistes de country australien très connus comme Olivia Newton-John et Keith Urban, mais la musique country australienne développe un style unique dont les principaux représentants sont John Williamson, Lee Kernaghan, Slim Dusty et Adam Brand. Dans les années 2010, des artistes comme Troy Cassar-Daley, Kasey Chambers, Sara Storer et Sherrié Austin occupent la scène country australienne.
Le Parc d'État de Grabine Lakeside en Nouvelle-Galles du Sud promeut la musique country australienne à travers un festival annuel : le Grabine Music Muster Festival. Le pays possède également une chaîne télévisée consacrée à la musique country, la CMC (Country Music Channel), qui peut être regardée sur Foxtel et Austar décerne une fois par an les Golden Guitar Awards.

### Jazz

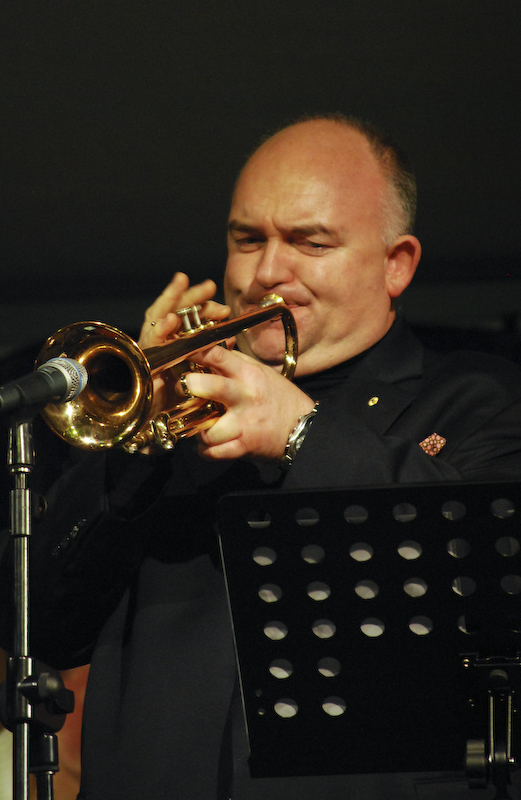
James Morrison.

L'histoire du jazz et des genres connexes en Australie remonte au XIXe siècle. Pendant la ruée vers l'or, des troupes de ménestrels (acteurs-musiciens blancs maquillés en noir) formées localement commencent à faire le tour de l'Australie, non seulement dans les capitales, mais aussi dans de nombreuses villes régionales en plein essor, comme Ballarat et Bendigo. La musique des orchestres de ménestrels se caractérise par des embellissements improvisés et une polyrythmie dans le jeu de banjo (préclassique), ainsi que par d'astucieux breaks de percussion. De véritables troupes de ménestrels et de chanteurs de jubilé afro-américains ont effectué des tournées à partir des années 1870. Une forme de minstrelsy plus proche du jazz atteint l'Australie à la fin des années 1890, sous la forme d'improvisations et de syncopes de coon song et de cakewalk music, deux formes précoces de ragtime. Les deux décennies suivantes ont vu l'arrivée du ragtime d'ensemble, de piano et de chant et des grands artistes américains (blancs pour la plupart) du ragtime, dont Ben Harney, « l'empereur du ragtime » Gene Greene et le pianiste Charley Straight. Certains de ces visiteurs ont appris aux Australiens à « ragger » (improviser de la musique populaire non syncopée pour en faire de la musique de style ragtime). 

### Reggae
Au début des années 1980, le reggae connait un succès sur les charts radios en Australie. Toots and the Maytals, premier artiste à utiliser le terme « reggae » dans la chanson, est passé au numéro un avec leur chanson Beautiful Woman,. Les premiers groupes de reggae d'Australie comprenaient JJ Roberts, No Fixed Address, The Igniters, et Untabu avec Ron Jemmott.

### Rock et pop
L'Australie a produit une grande variété de rock et de musique populaire, des groupes à succès international AC/DC, INXS, Nick Cave, Savage Garden, the Seekers, ou des divas de la pop Delta Goodrem, Kylie Minogue au contenu local populaire de John Farnham, Jimmy Barnes ou Paul Kelly. La musique indigène australienne et le jazz australien ont également eu une influence sur ce genre. Les premières stars australiennes du rock 'n' roll sont Col Joye et Johnny O'Keefe. O'Keefe forme un groupe en 1956 ; son tube Wild One fait de lui le premier rock 'n' roller australien à atteindre les charts nationaux. Alors que les contenus américains et britanniques dominent les ondes et les ventes de disques dans les années 1960, des succès locaux commencent à émerger - notamment les Easybeats et le groupe pop folk The Seekers ont un succès local significatif et une certaine reconnaissance internationale, tandis qu'AC/DC a ses premiers succès en Australie avant de connaître le succès à l'échelle internationale. 
Le succès international pour des musiciens australiens continue dans les années 1980 avec Midnight Oil, INXS, Crowded House et Nick Cave. Avec leur album Kick sorti fin 1987 et son tube Need You Tonight (no 1 un peu partout) Michael Hutchence et INXS devient un des plus grands groupes du moment au monde, plusieurs autres singles extraits de cet album sont des tubes mondiaux entre 1987 et 1989, comme New Sensation, et Never Tear Us Apart. Minogue, une ancienne actrice de TV en Australie a sa première chanson, Locomotion, en Australie en 1987. Le succès global suit et Kylie compte des dizaines de millions d'albums vendus, avec des hits comme Can't Get You Outta My Head (2001). Nick Cave ayant acquis sa notoriété en tant que chanteur, auteur et compositeur du groupe Nick Cave and the Bad Seeds, où il exprime sa fascination pour la musique populaire américaine et ses racines, notamment le blues, il est en outre écrivain, poète, scénariste et aussi occasionnellement acteur.
L'expansion de la ABC et de Triple J durant les années 1990 augmente grandement l'écoute des nouveaux talents par les auditeurs étrangers comme : Silverchair, Jet, Wolfmother, Eskimo Joe, Grinspoon, The Vines, The John Butler Trio, Xavier Rudd qui connaissent actuellement un succès international. 

### Musique électronique

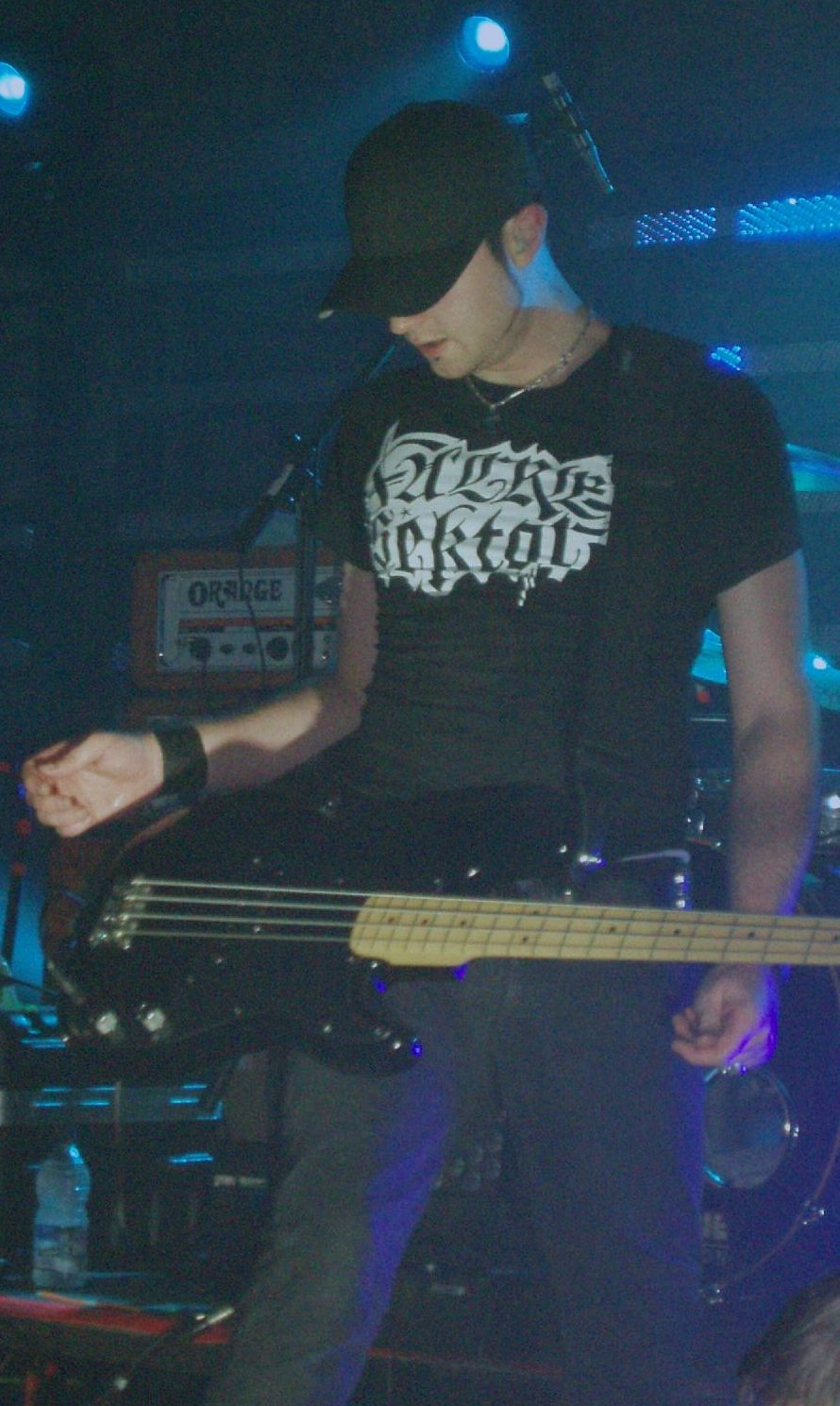
Le bassiste de Pendulum Gareth McGrillen. Le groupe mêle de nombreux genres, dont la musique électronique.

La musique électronique australienne apparait dans les années 1990, mais elle reprend des éléments du funk, de la house, de la techno, de la trance et de nombreux autres genres. Parmi les premiers innovateurs du genre en Australie figurent Whirlywirld et Severed Heads, qui se sont formés en 1979 et sont le premier groupe de musique électronique à jouer au Big Day Out. Le groupe connait un succès durable, remportant un ARIA Award en 2005 pour la « meilleure bande originale » pour The Illustrated Family Doctor, alors que le chanteur Tom Ellard déclare que le groupe ne s'intégrerait jamais dans la musique grand public.
Le genre fait des adeptes, au point que l'université d'Adélaïde propose une unité de musique électronique qui enseigne la production en studio et la technologie musicale. La School of Synthesis est également créée à Melbourne par des artistes renommés, dont Davide Carbone, pour répondre spécifiquement aux besoins des producteurs australiens de musique électronique. Des groupes de rock traditionnel comme Regurgitator développent un son original en mêlant guitares lourdes et influences électroniques, et des groupes de rock-électro, notamment Rogue Traders, deviennent populaires auprès du grand public,. Le genre est surtout populaire à Melbourne, où de nombreux festivals de musique sont organisés. Toutefois, Cyclic Defrost, le seul magazine spécialisé dans la musique électronique en Australie, est lancé à Sydney (en 1998) et y est toujours basé,. La radio est encore un peu à la traîne par rapport au succès du genre - le producteur et manager d'artistes Andrew Penhallow déclare à Australian Music Online que « les médias musicaux locaux font souvent preuve d'un manque d'intérêt pour la musique électronique ».
Le premier album de Pnau, Sambanova, sort en 1999, à une époque où beaucoup en Australie considéraient la musique électronique comme une race en voie de disparition. Néanmoins, le groupe voyage à travers les États-Unis et l'Europe, et s'est lentement fait un nom, ainsi qu'une renaissance de la musique électronique dans le pays,. 
À la fin des années 1990, le genre hardcore commence à se faire une place dans la scène australienne de la musique électronique. Un genre local du nom de breakcore émerge. Des labels locaux tels que Bloody Fist Records, du groupe Nasenbluten, en font leur spécialité. Plusieurs festivals se développent au fil du temps, accueillant des styles plus hard de musique électronique tels que le hardcore et le hardstyle, notamment : Defqon.1, IQON, Masters of Hardcore, et Utopia.

## Musique religieuse

### Musique chrétienne
La musique chrétienne est arrive en Australie avec la première flotte de colons britanniques en 1788 et se développée pour inclure une variété de genres tels que la musique classique, les hymnes, le rock chrétien, le country gospel et le chant de Noël.
La grande tradition australienne d'un concert des chants de Noël en plein-air commence à Melbourne en 1937. À l'heure actuelle, le plus grand service est le Carols in the Domain de Sydney. Comme chants typiquement australiens de Noël on peut citer : The Three Drovers et Christmas Day par John Wheeler et William G. James, ou Six White Boomers par Rolf Harris. Harris chante le survol de l'Australie par le Père Noël assis dans un traîneau tiré par six kangourous blancs. Dans Christmas Day, Wheeler et James exaltent un message traditionnel de Noël dans un arrangement australien.